# Junior (studente)
Il termine inglese junior indica, negli Stati Uniti, gli studenti al terzo anno di studi, che possono essere di high school o universitari. I junior sono considerati studenti del secondo biennio.

## High school
Negli Stati Uniti, l'undicesimo anno è, di solito, il terzo anno di studio alla high school e viene chiamato anno da junior.

## College
Negli Stati Uniti, di norma, i college richiedono che gli studenti dichiarino un academic major all'inizio del loro anno da junior. Nell'anno da junior, gli studenti del college sono invitati ad iniziare il loro tirocinio, in modo da prepararsi al meglio alla formazione supplementare (scuola medica, la scuola di legge, etc.) per la compilazione delle domande e scegliendo gli esami complementari.

## Gran Bretagna scuola primaria
In Gran Bretagna, si definisce junior ogni bambino in fase 2 (dal terzo al sesto anno di corso). Alla fine del sesto anno, all'età di 11 o 12 anni, i bambini lasciano la scuola primaria per iscriversi alla scuola secondaria. Tale cambiamento viene definito passaggio da junior a senior.